# Muhammed Özdemir

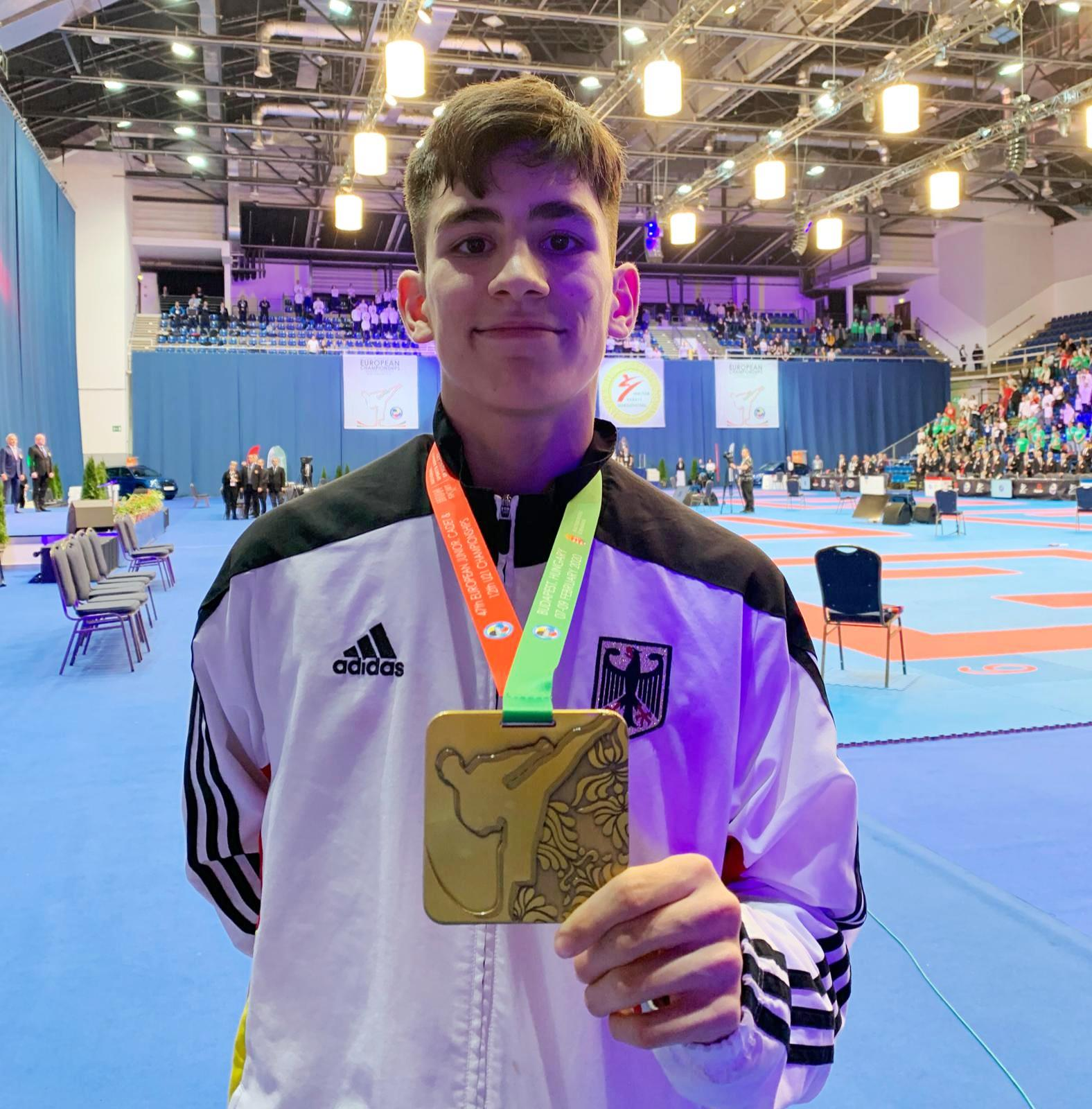
Muhammed Özdemir mit der Medaille für den U18-EM Sieg 2020

Muhammed Özdemir (* 2004) ist ein deutscher Karateka und Deutscher Meister 2023 in der Gewichtsklasse -67 kg sowie ehemals mehrfacher Jugendeuropameister. Er gewann zudem 2023 den DKV-„Supercup“ und kürte sich somit zum Deutschen Meister aller Klassen.

## Sportliche Laufbahn
Muhammed Özdemir wurde 2004 geboren. Er begann im Kindesalter mit Karate und feierte 2013 seinen ersten Turniererfolg. Mittlerweile kämpft er für die Knights Akademie, dem Nachwuchsleistungszentrum des Karate Centrums Rhein-Neckar. Dort wird er von Volker Harren trainiert. Nach mehreren Deutschen Jugendmeisterschaften feierte er sein Senioren-Debüt bei den Weltmeisterschaften in Budapest. Dort erreichte der damals 19-Jährige den fünften Platz in der Gewichtsklasse -67 kg.

## Nationale Erfolge
- 2023 DKV-„Supercup“-Sieger
- 2023 Deutscher Meister (-67 kg)
- 2019 U18 Deutscher Meister (-52 kg)
- 2018 U18 Deutscher Meister (-52 kg)
- 2015 Deutschen Meisterschaft der Schüler
- 2014–2019 Landesmeister Baden-Württemberg (Jugend)

## Internationale Erfolge
- 2023 Fünfter Platz WM (-67 kg)
- 2022 Youth League-Limassol Sieger (-61 kg)
- 2021 U18 Europameister (-61 kg)
- 2020 U18 Europameister (-52 kg)
- 2019 Youth League-Umag Sieger (-52 kg)
- 2019 U18 Vizeweltmeister (-52 kg)